# Daniel Houghton
Daniel Houghton (ongeveer 1740, Ierland – 1791, West-Afrika) was een Brits ontdekkingsreiziger en majoor. Hij was een van de eerste Europeanen die gereisd heeft door de binnenlanden van West-Afrika.

## Jeugdjaren en familieleven
Houghton werd geboren in een Ierse militaire familie. Hij was de zoon van kapitein William Houghton en kleinzoon van Sir William Houghton. Op 18-jarige leeftijd schreef hij zich in voor de 69th Regiment of Foot, een infanterieregiment van het Britse leger. Ook zijn vader had erin gediend. Hij werd al snel bevorderd tot de rang van luitenant. In 1772 werd hij geplaatst in het garnizoen in Gibraltar. Hiervandaan werd hij door zijn bevelvoerend officier Edward Cornwallis gestuurd naar het hof van de Marokkaanse sultan voor een diplomatieke missie. 
Vanwege financiële problemen aanvaardde hij de functie van ingenieur aan het hof van de nawab van Arcot, in Zuid-India. In plaats dat het schip India bereikte, werd de tocht beëindigd bij het eiland Gorée, gelegen voor de West-Afrikaanse kust. Hier was hij tussen 1779 en 1783 vestingscommandant. In deze periode heeft hij kennis opgedaan van de lokale talen.
Nadat hij afscheid van het leger had genomen, trouwde hij op 20 december 1783 in Londen met Philippa Evelyn (1760, Londen – 27 oktober 1824). Ze was de dochter van Charles Evelyn en Philadelphia (Philippa) Wright. Het echtpaar kreeg drie kinderen, namelijk twee zonen, Frederick Hugh Evelyn Houghton (geboren op 4 juli 1783) en Charles Evelyn Francis Poplet Houghton (geboren op 20 september 1784) en een dochter Philippa.

## De ontdekkingsreis door Afrika
In 1790 benaderde Houghton de African Association met een voorstel voor een missie om te reizen over de Gambiarivier om zo het achterland van de Afrikaanse westkust te ontdekken. Zijn optimisme, vastberadenheid en schijnbare onverschrokkenheid werkte in zijn voordeel, evenals zijn basiskennis van het Arabisch en Mandingo. Zijn voorstel werd door het genootschap aanvaard. Hij kreeg als opdracht te varen naar de monding van de Gambiarivier, vervolgens de rivier op te varen tot aan de watervallen bij Barra Kunda en vandaar over land te reizen naar het Hausagebied in het oosten. Verder werd hij ook belast met het vaststellen van de exacte locatie van de legendarische stad Timboektoe, evenals met het in kaart brengen van de loop van de rivier de Niger. Hierbij kon hij de locatie van de bron van de Niger vaststellen en bepalen in welke richting de rivier stroomde. In tegenstelling tot zijn twee voorgangers Simon Lucas en John Ledyard probeerde hij vanaf de rivier de Gambia de Niger te bereiken, om zodoende haar loop en de omliggende steden en staten te onderzoeken.  Later koos zijn navolger Mungo Park dezelfde weg om bij de Niger te komen.
Houghton vertrok in oktober 1790 vanuit Plymouth en zeilde naar de monding van de Gambia in West-Afrika. Hij komt aan in Barra Kunda, gelegen in het huidige Gambia en ging vandaar stroomopwaarts naar de Britse handelspost bij Pisania, gelegen aan de Gambiarivier. Daar kwam hij in contact met John Ladley, een Britse arts die daar gevestigd is. Later heeft hij de berichten van Houghton vanuit het binnenland van West-Afrika naar Engeland gestuurd. Om zijn betrekkingen met de inboorlingen te vergemakkelijken, reisde hij met een hoeveelheid handelsgoederen. Ook was hij vertrouwd met de moedertaal van de regio, het Mandingo. Vanaf deze plaats bereikte hij via het stadje Jonkakonda in het begin van 1791 de grens van het Wulikoninkrijk. Hoewel hij hartelijk door de koning werd ontvangen, werd hij daar niet gelukkig. Op een dag in maart 1791 brak er brand uit in de stad Medina (hoofdstad van het Wulikoninkrijk), waar hij verbleef. Een groot deel van Houghtons bezittingen werd vernietigd, waaronder zijn wapens en kostbare navigatieapparatuur. Meer tegenslagen volgden, verergerd door het uitbreken van een oorlog tussen rivaliserende koninkrijken op de weg naar Timboektoe. Hij trok in de richting van de rivier de Sénégal in het koninkrijk Bondu, waar hij door lokale machthebbers werd beroofd van zijn bezittingen. 
Desondanks ploeterde Houghton voort en in mei 1791 verliet hij de rivier de Gambia en de watervallen bij Barra Kunda en reisde verder over land in de richting van Timboektoe. De African Association merkte later op dat hij nu voorbij de vroegere grenzen van de Europese ontdekking was. Hij bereikte de rivier Falémé, de zuidelijke zijrivier van de rivier de Senegal. De lokale heerser bleek echter vijandig tegenover de nieuwkomer en Houghton werd opnieuw beroofd. Uiteindelijk slaagde hij midden in het regenseizoen erin de stad Ferbanna te bereiken, gelegen in het koninkrijk Bambuk. Hij werd toen benaderd door een handelaar, Madegammo genaamd. Deze bood hem aan naar Timboektoe te brengen tegen een vergoeding. In juli 1791 begon de reis. In september 1791 verstuurde Houghton zijn laatste bericht naar de handelspost Pisania vanuit Simbing, een dorp dat diep gelegen is in het binnenland. Hierin heeft hij vermeldt dat de Niger in oostelijke richting stroomde, wat hij gehoord heeft van de inheemse bevolking. Later is er nooit meer iets van hem vernomen.

## Dood
In juli 1793 kwam er eindelijk bericht aan in Londen die bevestigde dat Houghton was gestorven in Afrika. Toen stukje bij beetje de omstandigheden werden nagegaan, bleek dat de rechtstreekse route naar Timboektoe hem ontmoedigde. Hij had besloten te reizen door de woestijn naar Tisheet, gelegen in het noorden. Na twee dagen in de Sahara gereisd te hebben, was Houghton bang dat zijn reisgenoten voorgenomen hadden hem te vermoorden. Hij keerde alleen terug naar het zuiden, zonder voedsel en water. Ergens bevond zich een watergat, een tarra genaamd. De inboorlingen die daar hun kamp hadden, weigerden hem voedsel te geven en Houghton stierf van de honger. Zijn lijk werd onbegraven achtergelaten en werd opgegeten door aaseters. Volgens geruchten die Mungo Park tijdens zijn reis gehoord heeft van de lokale bevolking, is hij waarschijnlijk gestorven in de buurt van Nioro du Sahel, ten westen van Timboektoe. Toch is de oorzaak van zijn dood nooit volkomen duidelijk geworden.